# Élections municipales de 2026 à Saint-Pierre-et-Miquelon
Pour un article plus général, voir Élections municipales françaises de 2026.
Les élections municipales à Saint-Pierre-et-Miquelon sont prévues en mars 2026. Cette page traite de toutes les communes de Saint-Pierre-et-Miquelon.

## Résultats à l'échelle du département

### Maires sortants et maires élus
| Commune           | Population (en 2022) | Maire sortant(e)   | Parti | Parti | Maire élu(e) | Parti | Parti |
| ----------------- | -------------------- | ------------------ | ----- | ----- | ------------ | ----- | ----- |
| Miquelon-Langlade | 596                  | Franck Detcheverry |       | CSA   |              |       |       |
| Saint-Pierre      | 5 223                | Yannick Cambray    |       | CSA   |              |       |       |

### Résultats en nombre de maires
| Partis       | Partis           | Maires sortants | Maires élus | Évolution |
| ------------ | ---------------- | --------------- | ----------- | --------- |
|              | Cap sur l'avenir | 2               |             |           |
| Total centre | Total centre     | 2               |             |           |
| Total        | Total            | 2               | 2           | -         |

## Résultats au niveau des communes

### Miquelon-Langlade
- Maire sortant : Franck Detcheverry (CSA)
- 15 sièges à pourvoir au conseil municipal (population légale 2022 : 596 habitants)

| Tête de liste | Tête de liste | Parti(s) | Nuance | Premier tour | Premier tour | Second tour | Second tour | Sièges |
| Tête de liste | Tête de liste | Parti(s) | Nuance | Voix         | %            | Voix        | %           | CM     |
| ------------- | ------------- | -------- | ------ | ------------ | ------------ | ----------- | ----------- | ------ |

### Saint-Pierre
- Maire sortant : Yannick Cambray (CSA)
- 29 sièges à pourvoir au conseil municipal (population légale 2022 : 5 223 habitants)

| Tête de liste | Tête de liste | Parti(s) | Nuance | Premier tour | Premier tour | Second tour | Second tour | Sièges |
| Tête de liste | Tête de liste | Parti(s) | Nuance | Voix         | %            | Voix        | %           | CM     |
| ------------- | ------------- | -------- | ------ | ------------ | ------------ | ----------- | ----------- | ------ |